# Via degli Abruzzi

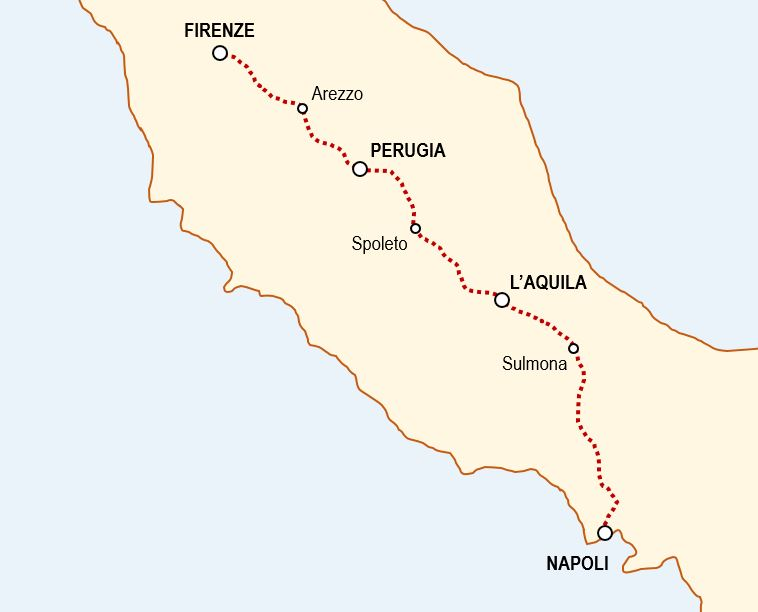
La Via degli Abruzzi.

La via degli Abruzzi era l'antico itinerario che collegava Firenze e Napoli passando attraverso l'Abruzzo.
Ne è documentato l'utilizzo sin dall'alto medioevo anche se la via ebbe il suo periodo d'oro tra il XIII ed il XV secolo, quando rappresentò una fondamentale infrastruttura per il commercio della lana e dello zafferano prodotti nell'aquilano, consentendo l'ascesa economica e politica delle città abruzzesi.

## Storia
In età normanna, con la ripresa della transumanza, si potenziarono i collegamenti viari a lunga percorrenza e, nel 1266, lo spostamento della capitale del Regno di Sicilia da Palermo a Napoli portò inevitabilmente ad un infittirsi degli scambi commerciali lungo la penisola. In questo contesto si consolidò il corridoio appenninico tra la città partenopea e Firenze, centro mercantile d'assoluta importanza e porta d'accesso per i commerci con il resto d'Europa.
Sul finire del XIII secolo i fiorentini iniziarono la colonizzazione dei piccoli borghi dell'Abruzzo interno, dove acquistavano materie prime locali — soprattutto la lana, preferendola a quella spagnola — e potevano vendere le produzioni toscane ai grandi commercianti napoletani. Di questo intenso crocevia beneficiò tutto il territorio, soprattutto Sulmona che godeva di una posizione strategica all'incrocio tra la via degli Abruzzi e la via Tiburtina Valeria che collegava Roma con il mare Adriatico. Negli anni seguenti, il fiorire del commercio consentì l'ascesa politica ed economica dell'Aquila, città di nuova fondazione posta al confine tra il Regno di Napoli e lo Stato della Chiesa, e il consolidamento di alcune sue importanti famiglie, tra cui i Gaglioffi. Tra gli altri centri principali che si svilupparono grazie alla via degli Abruzzi vi sono Capestrano e Castel di Sangro. Inoltre, con Lanciano, l'Abruzzo si inserì gradualmente nel sistema fieristico meridionale.
Nel XV secolo, al commercio della lana si affiancò quello dello zafferano, la cui produzione aquilana nell'area dell'altopiano di Navelli godette di una cospicua notorietà grazie anche al largo utilizzo della spezia nella cucina rinascimentale. Tuttavia, già a partire dal Seicento, con la progressiva decadenza del commercio a lungo raggio, la via degli Abruzzi subì un ridimensionamento che diventerà ancor più evidente nel XIX secolo, dapprima con la crisi della pastorizia, quindi con lo sviluppo della ferrovia e infine con l'unità d'Italia che privò di fatto l'aquilano di quella funzione di cerniera fra stati che aveva svolto per oltre cinque secoli.

## Descrizione
La strada metteva in comunicazione le due grandi capitali, Firenze e Napoli, toccando anche Arezzo, Perugia, Spoleto, Rieti, L'Aquila, Sulmona, Isernia e Capua;  come ricordato dal mercante toscano Pegolotti nel suo La pratica della mercatura (1343), poteva essere al trotto in circa 12 giorni di cammino. Più che di un singolo itinerario, si trattava di un sistema di assi commerciali che, attraverso tre nazioni (Repubblica di Firenze, Stato della Chiesa e Regno di Napoli), consentiva il collegamento tra l'Italia settentrionale e quella meridionale, allontanandosi dalla logica romanocentrica delle strade consolari. 
Il primo tratto − congiungente Firenze, Perugia e Spoleto − era anche detto «via Umbra» e si sovrapponeva parzialmente alla via Flaminia; questo si univa alla Via degli Abruzzi propriamente detta in prossimità di Cotilia. Per un breve tratto, fino ad Antrodoco, la strada ricalcava la via Salaria; da questo punto, e fino all'ingresso nel Sannio, l'itinerario coincideva quasi totalmente con quello dell'attuale strada statale 17 — a sua volta derivante in parte dalla via Claudia Nova e in parte a quello del tratturo L'Aquila-Foggia — e conduceva attraverso i valichi appenninici di Sella di Corno e Rocca Pia sino a toccare la massima quota altimetrica in corrispondenza dell'altopiano delle Cinquemiglia; il segmento abruzzese della Via lambiva inoltre gli importanti bacini pastorali di Campo Imperatore, Navelli e Capestrano. Infine, da Bojano, l'itinerario piegava verso ovest in direzione di Napoli. La strada si prolungava a nord verso Milano e Venezia seguendo vari percorsi.
A testimonianza dell'antico itinerario sono rimaste delle pietre miliari di forma cilindrica realizzate in epoca borbonica per indicare la distanza in miglia da Napoli. Se ne trovano ben conservate, ad esempio, nel tratto a nord di Popoli Terme e nella zona sudorientale dell'Aquila.

### Tappe storiche
1. Firenze
2. Arezzo
3. Perugia
4. Spoleto
5. Rieti
6. L'Aquila
7. Sulmona
8. Isernia
9. Capua
10. Napoli